# دنیای کمدی هارولد لوید
دنیای کمدی هارولد لوید (انگلیسی: Harold Lloyd's World of Comedy) یک فیلم مستند آمریکایی است که در سال ۱۹۶۲ منتشر شد. این فیلم گلچینی از برخی صحنه‌ها و سکانس‌های فیلم‌های مشهور هارولد لوید به انتخاب خودِ اوست و گزیدهٔ مبسوطی از فیلم‌های ایمنی آخر از همه! و پاها به جلو را در برمی‌گیرد. این فیلم در جشنواره فیلم کن ۱۹۶۲ به نمایش درآمد و تحسین و تشویق ایستادهٔ حضار را برانگیخت.